# باشگاه فوتبال نادی
باشگاه فوتبال نادی یک باشگاه فوتبال فیجیایی مستقر در نادی است که در لیگ برتر فیجی شرکت می‌کند. ورزشگاه خانگی آنها پرنس چارلز است.

## تاریخچه
باشگاه فوتبال نادی در سال ۱۹۳۷ به رهبری ادوارد گرانت تأسیس شد. نادی برای اولین بار در مسابقات بین منطقه‌ای در سال ۱۹۳۹ بازی کرد، زمانی که در مرحله مقدماتی نادروگا را ۲–۰ شکست داد اما در نیمه نهایی با همان اختلاف مغلوب روا شد.
نادی ۸ بار قهرمان فیجی شده است. نادی برای اولین بار در سال ۱۹۶۹ تحت ریاست شری ونکانا چتی قهرمان جام بین منطقه‌ای شد. آنها دو فینال اخیر بین منطقه‌ای خود را برده‌اند (۳–۱ در برابر لائوتوکا در ۱۹۹۸ و ۱–۰ برابر با در ۱۹۹۹)، که پس از آخرین پیروزی آنها در جام بین منطقه‌ای ۱۹۷۴ اتفاق افتاد. نادی پس از پلی آف ۳ تیمی با با و لاباسا به عنوان قهرمانی دست یافت. باشگاه با یکی از علاقه‌مندان برای پیروزی در پلی آف بود، اما در اولین بازی مقابل لاباسا با نتیجه ۳–۰ شکست خورد. سپس نادی لاباسا را با نتیجه ۳–۰ و با را ۱–۰ شکست داد و به مسابقات باشگاهی قهرمانی اقیانوسیه راه یافت.

### مسابقات باشگاهی قهرمانی اقیانوسیه ۱۹۹۹
در مسابقات قاره‌ای، که نادی میزبان بود،  نادی در نیمه نهایی با یک ضربه ایستگاهی ماریکا نامقا، سنترال یونایتد نیوزیلند را ۱–۰ شکست داد. نادی، یک تیم آماتور، سپس در فینال به تیم فوتبال ملبورن جنوبی استرالیا، یک تیم حرفه‌ای، با نتیجه ۵–۱ شکست خورد. این بازی در باران شدید و با به ثمر رساندن ۳ ضربه پنالتی ملبورن جنوبی برگزار شد. تک گل نادی را واتیسونی وولی به ثمر رساند.
سال بعد در سال ۲۰۰۰، نادی با پیروزی در ۱۷ بازی از ۱۸ بازی و یک تساوی مقابل با، بدون شکست در لیگ ملی قهرمان شد.

## دست‌آوردها
- لیگ برتر فیجی: ۹ قهرمانی
- جام بین منطقه‌ای: ۶ قهرمانی
- نبرد غول‌ها: ۵ قهرمانی
- جام اتحادیه فوتبال فیجی: ۵ قهرمانی
- قهرمان در برابر قهرمان: ۱ قهرمانی